# ريتشموند بارك (دائرة انتخابية في المملكة المتحدة)
ريتشموند بارك  (بالإنجليزية: Richmond Park)‏ هي إحدى الدوائر الانتخابية في المملكة المتحدة الممثلة في مجلس العموم في برلمان المملكة المتحدة.
عضو البرلمان الذي يمثلها حالياً هو :Susan Kramer (LD).